# 姚介厚
姚介厚（1940年4月—），浙江杭州人，中国社会科学院哲学研究所研究员，中国社会科学院荣誉学部委员。1965年毕业于复旦大学哲学系。